# Vincent Motorcycles

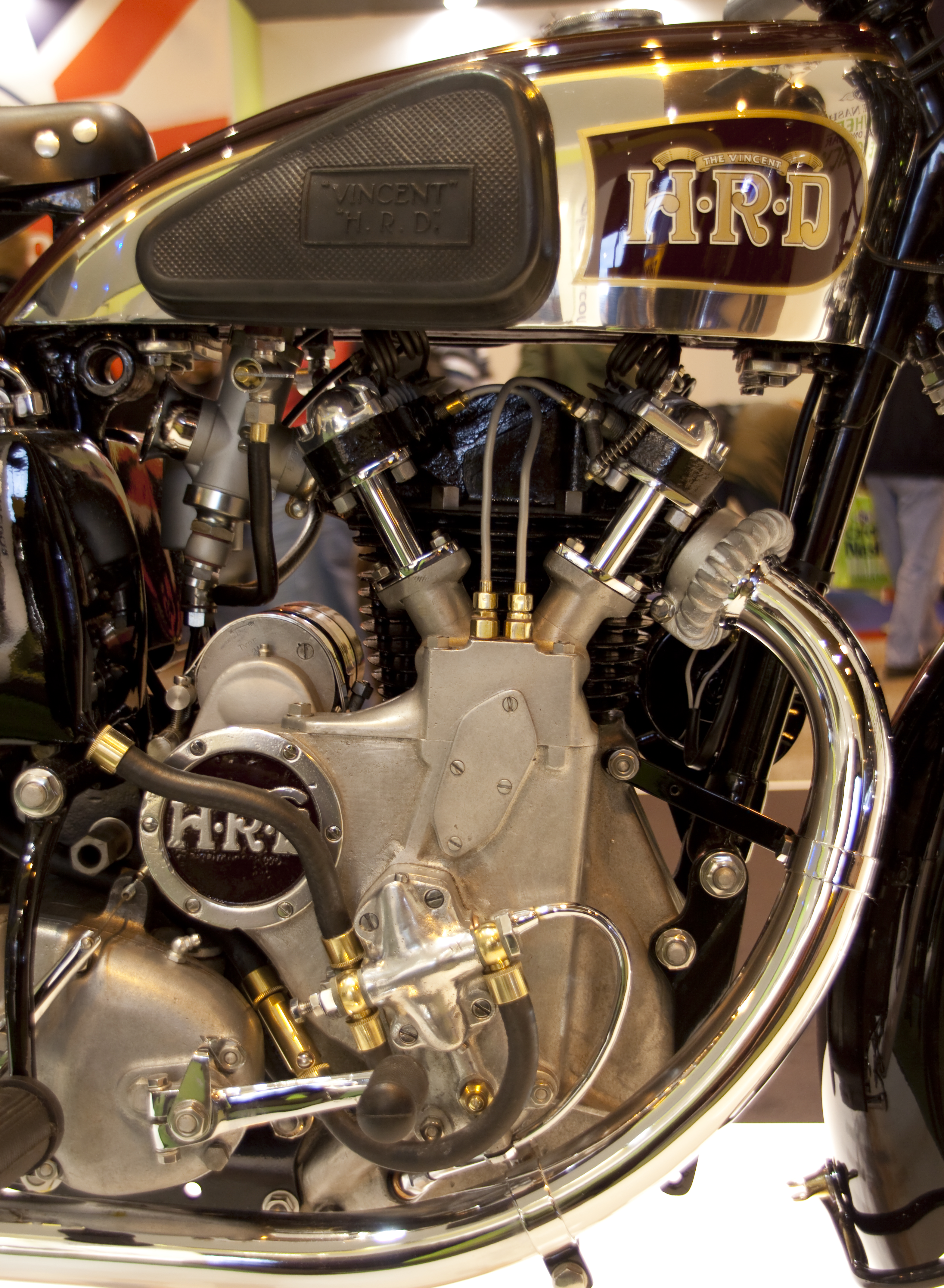
Vincent H.R.D.

Vincent Motorcycles fue una fábrica británica de motocicletas que operó desde 1928 hasta 1955. Fundada por Philip Vincent cuando compró la fábrica de motocicletas HRD, le puso el nombre de Vincent HRD. La empresa se hizo conocida por producir la Black Shadow, la motocicleta de serie más veloz del mundo en su momento.

## Antecedentes
La fábrica HRD fue fundada por Howard Raymond Davies, un piloto de aviación británico capturado por los alemanes en 1917, que en el período que estuvo prisionero pensó en fabricar una moto perfecta. En 1924 se asoció con E. J. Massey, y juntos fabricaron una moto con motor JAP que ganó el Tourist Trophy de 1925.

### Ubicación
La fábrica estaba situada en la ciudad de Stevenage, a unos 50 kilómetros de Londres (en la Great North Road, Stevenage, Herts).

## Historia

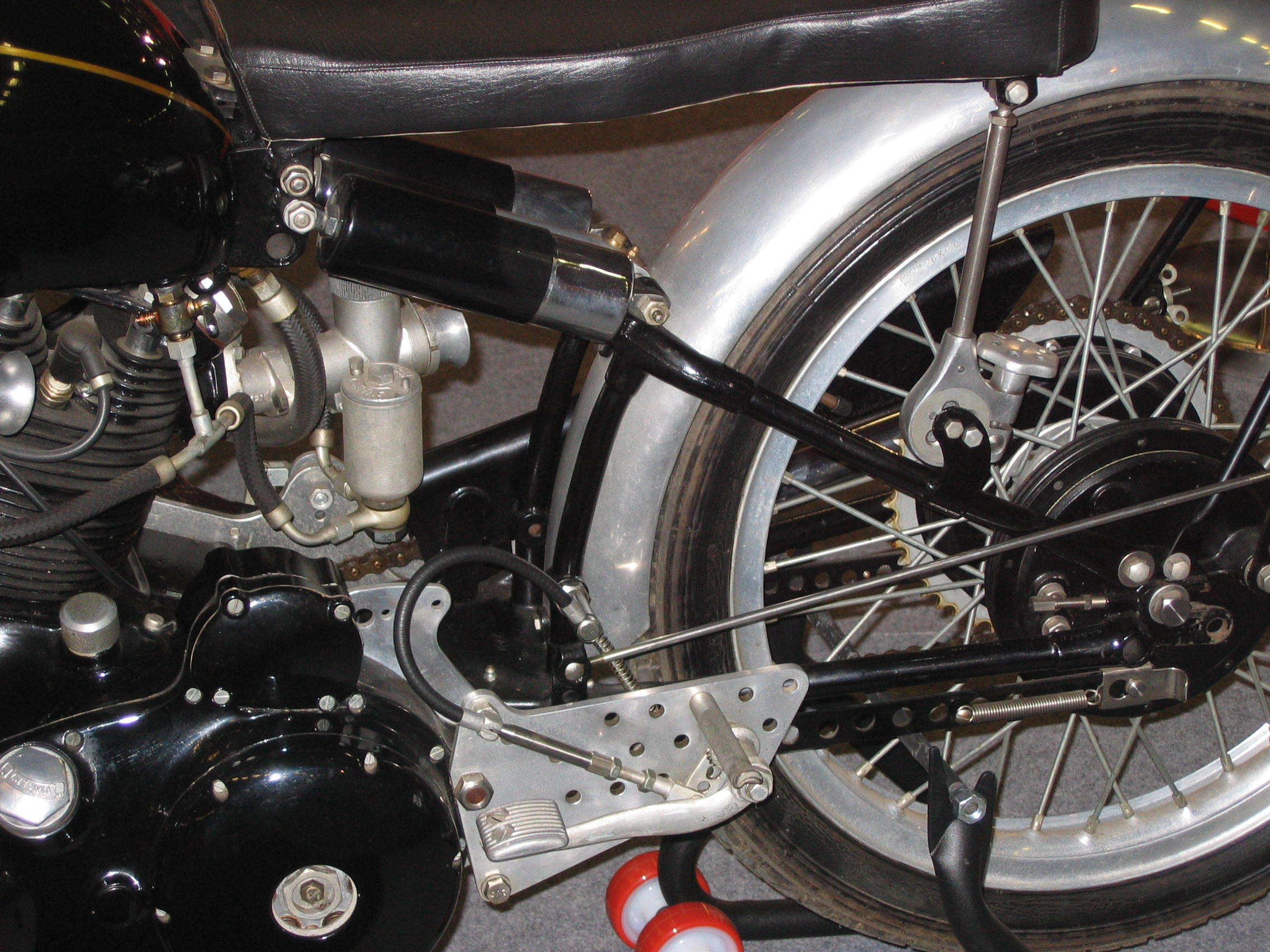
Suspensión basculante Vincent (tipo cantilever)

### Phil Vincent
Descendiente de una rica familia inglesa establecida en Argentina, Phil Vincent compró su primera moto en la Navidad de 1924. Se trataba de una BSA de 350cc de segunda mano. Aquella moto vibraba mucho y fue sustituida por una moto ABC.
Construyó su propia motocicleta en 1927, y al año siguiente patentó una suspensión posterior según sus ideas. Se trataba de una suspensión basculante de las llamadas en voladizo (cantilever en inglés) que posteriormente aplicaría a las motos Vincent. Ese mismo año, con apoyo familiar, compró la que había sido la fábrica HRD por 450 libras esterlinas. El contrato incluía la marca HRD, la tecnología, la maquinaria y las piezas del almacén. El vendedor fue Ernest Humphries, anterior propietario de HRD.

### Phil Irving
Philip Irving fue un ingeniero australiano que se graduó y trabajó durante un tiempo en Australia. Emigrado a Inglaterra, se incorporó en la fábrica de motos Velocette, destacando en la producción de bloques de motor de aluminio con camisas de cilindro de acero.
En 1931 su unió a Vincent, trabajando en colaboración con E.J.Massey (antiguo ingeniero de HDR). En 1934, el primer motor que diseñó fue el Meteor, un monocilíndrico de 500 cc enfriado por aire y con distribución OHV.
El año 1936 diseñó el motor Rapide A Series, un bicilíndrico en V de 47,5 grados.
Dejó la factoría Vincent en 1937 para volver a Velocette. En 1942 trabajó para Associated_Motor_Cycles. En julio de 1943 aceptó la oferta de Philip Vincent para volver a Vincent-HRD. En 1949 regresó a Australia.

## Modelos

### Meteor y Comet

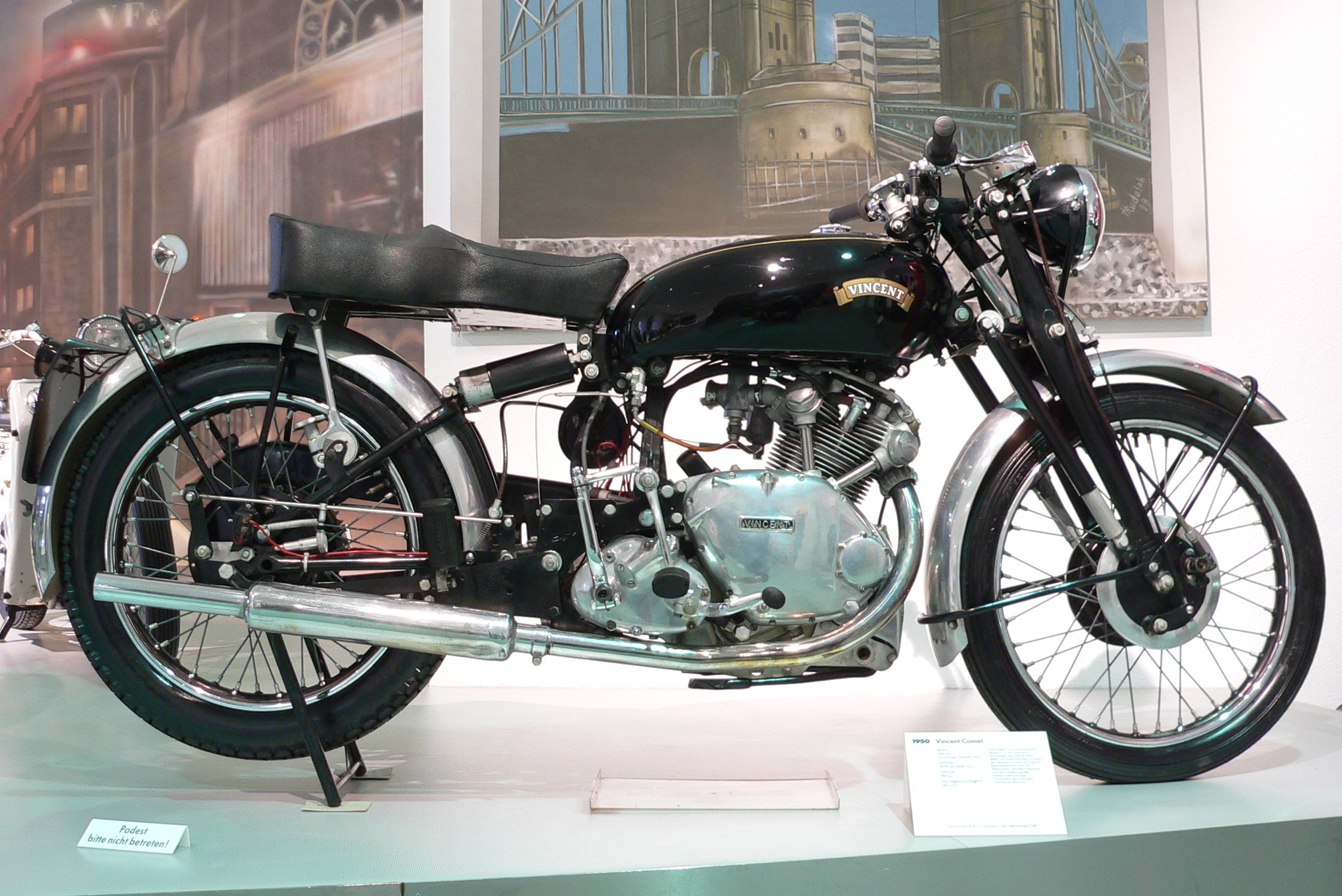
Vincent Comet de 1950.

El motor Meteor era un monocilíndrico de 4 tiempos enfriado por aire. La potencia era de 26 hp (19 kW) a 5300 rpm. Las válvulas disponían de doble guía mientras que los balancines actuaban entre las guías de válvula, con un extremo en horquilla que presionaba en un resalte del vástago de la válvula. Este diseño eliminaba fuerzas laterales y aumentaba la fiabilidad del motor.
- La moto Meteor era el modelo de carretera.
- La moto de competición era la Vincent Comet. 
  - Había una versión TT (Tourist Trophy) y una versión Vincent Comet Special, con luces, bocina y otros accesorios. La culata de estos modelos era de bronce.

### Black Shadow
Producida desde 1948. La Serie C fue introducida en 1949. Disponía de un motor bicilíndrico en V con un ángulo de 50 grados. La relación de compresión era de 7,3: 1. La distribución era del tipo OHV.
La suspensión delantera equipaba una horquilla reforzada Girdraulic, proyectada en la propia fábrica.

#### Detalles
- Velocidad máxima: 201 km/h (125 mph). Era la moto de carretera más rápida de la época.[12]
- Velocímetro: de gran diámetro, graduado hasta 240   km/h (150 mph)
- Potencia: 40 kW (54 hp) a 5700 rpm
- Cárteres del motor y de la caja de cambios de aleación de aluminio acabados en negro (con un tratamiento superficial llamado Pilum similar al anodizado). El color negro daba un aspecto distintivo y permitía un mejor enfriamiento por radiación.
- Dos frenos de tambor en la rueda delantera, uno a cada lado.[13]
- Transmisión primaria por cadena.[14]
- Embrague multidisco en baño de aceite
- Bastidor abierto en la parte delantera, con el motor usado como elemento resistente.

### Black Lightning
El modelo Black Lightning era la versión de competición del modelo Black Shadow. Los cambios principales se basaban en sustituir todas las piezas de acero por piezas de aleación de aluminio, siempre que ello fuera posible. Todos los accesorios no indispensables fueron suprimidos. El peso total pasó de 208 kg (485 libras) a 170 kg (380 libras). Equipaba un asiento monoplaza de competición y reposapiés atrasados, adaptados a la posición de carrera del piloto. 

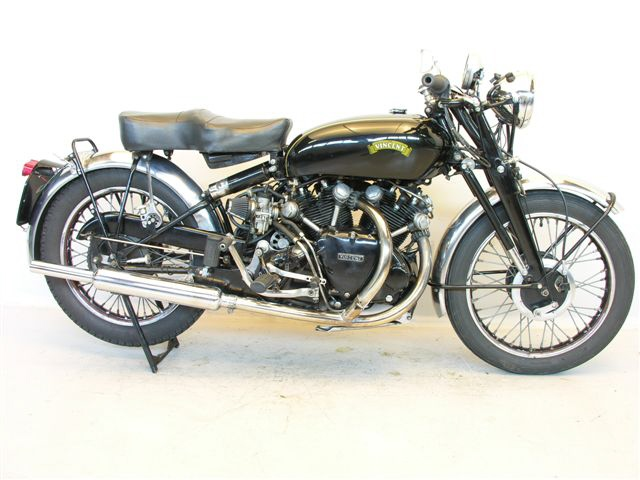
Vincent Series C Black Shadow 1950
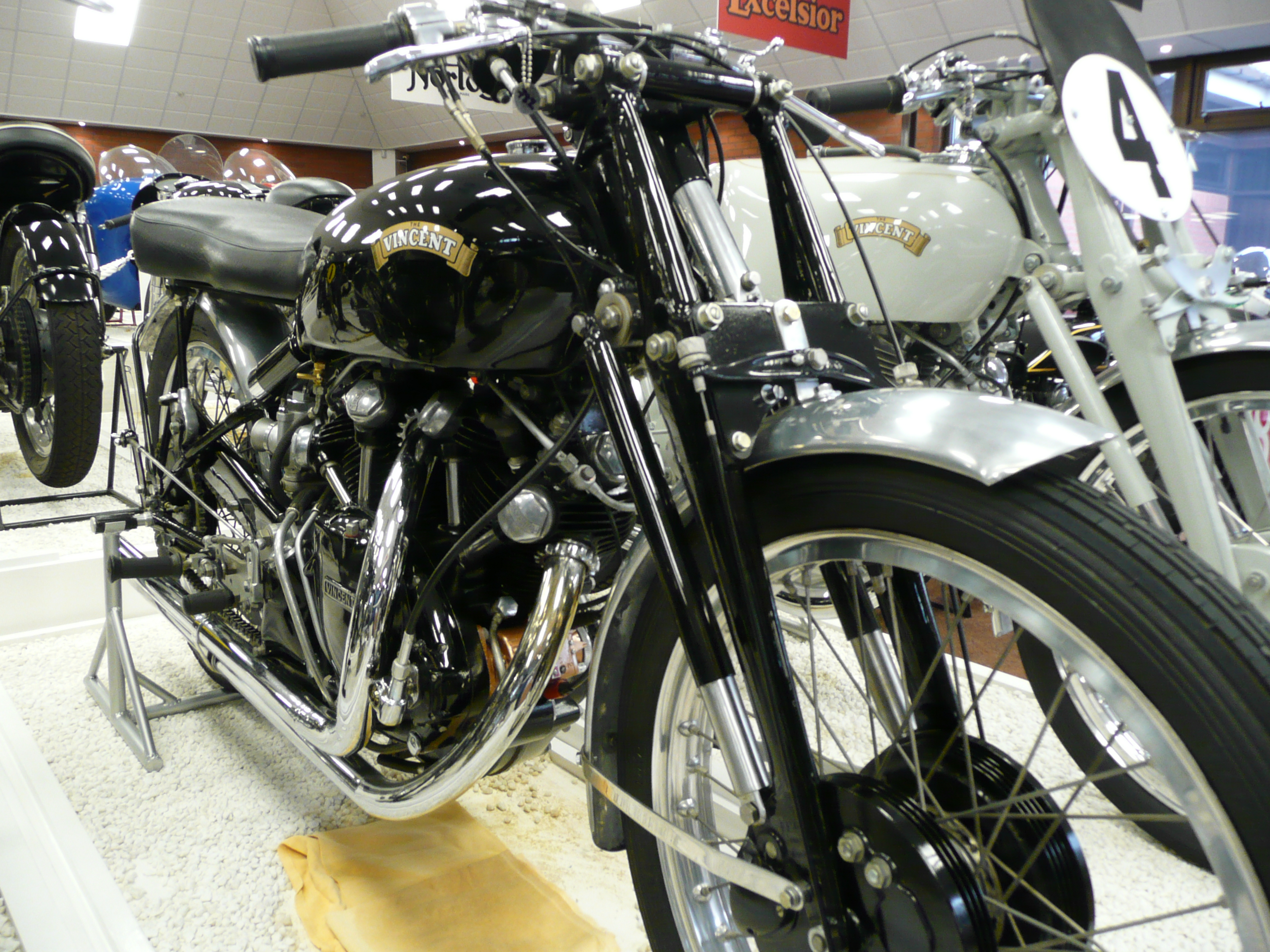
Vincent Series C Black Lightning

## Producción
- 1932 250   cm³ Bantam
- 1934 500   cm³ Meteor
- 1934 500   cm³ Comet
- 1934 500   cm³ Comet Special (TT réplica)
- 1936 1.000   cm³ Series-A Rapide
- 1946 1.000   cm³ Series-B Rapide
- 1948 500   cm³ Series-C Meteor
- 1948 500   cm³ Series-C Comet
- 1948 500   cm³ Series-C Grey Flash
- 1948 1.000   cm³ Series-C Rapide
- 1948 1.000   cm³ Series-C Black Shadow
- 1948 1.000   cm³ Series-C Black Lightning
- 1949 1.000   cm³ Series-C White Shadow
- 1950 500   cm³ Series-C Red Comet
- 1953 45   cm³ Firefly (huevo Power Cycle)
- 1954 1.000   cm³ Series-D Black Knight
- 1954 1.000   cm³ Series-D Black Prince
- 1955 1.000   cm³ Three Wheeler